# O Fantasma da Ópera no Royal Albert Hall
The Phantom of the Opera at the Royal Albert Hall (bra/prt: O Fantasma da Ópera no Royal Albert Hall) é um filme britânico de 2011, do gênero musical, sendo uma adaptação do musical de 1986 de Andrew Lloyd Webber, O Fantasma da Ópera, que por sua vez foi baseado no romance francês de 1910 Le Fantôme de l'Opéra, de Gaston Leroux.
Para comemorar o aniversário de 25 anos de O Fantasma da Ópera, três apresentações especiais foram filmadas no Royal Albert Hall, a terceira foi exibida ao vivo em todo o mundo, em 2 de outubro de 2011. Para o lançamento em DVD,  todas as três performances foram editadas em conjunto.
A produção foi gravado ao vivo e mais tarde lançado em Blu-ray, DVD, CD e download digital. As versões iniciais foram lançadas no Reino Unido em 14 de novembro de 2011. O formato em download digital foi lançado três dias antes, em 11 de novembro. O lançamento nos EUA ocorreu em 7 de fevereiro de 2012.

## Produção

### Ideia
Para marcar a extraordinária marca de 25 anos, Andrew Lloyd Webber e Cameron Mackintosh planejaram um especial de 3 dias de produção para ter lugar em Londres, no  Royal Albert Hall, em outubro de 2011. A designer Matt Kinley inicialmente planejou a realização de um concerto no estilo do Les Misérables 25th Anniversary concert at the O2 Arena, mas Mackintosh deixou claro que o show iria ser totalmente teatral, como ele e Lloyd Webber sentiu que não iria funcionar, a menos que foi o show inteiro. Como resultado, o evento foi planejado como um show completo.

### O Royal Albert Hall
A concepção do musical no Royal Albert Hall, foi uma tarefa difícil, como o espaço (ou a falta dele) não foi fácil para executar o musical. Como uma sala de concertos, em vez de um palco de teatro, muitos dos elementos do show (tais como o lustre, que em vez de cair, explodiu) tinhamde ser atenuado e simplificado: o Royal Albert Hall simplesmente não era capaz de aceitar um show do tamanho de O Fantasma da Ópera, ou pelo menos não o original completo. As varandas do salão foram utilizados para a construção de postes para formar uma casa de ópera do proscênio com caixas em cada lado. A orquestra foi elevada em uma plataforma e apoiado por uma gaze que projetou a opera através de conjuntos de LEDs.

### Streaming ao Vivo
Os ingressos para as três apresentações foram vendidos em cinco horas de venda. A fim de permitir que mais pessoas vissem a produção, o desempenho final foi transmitida ao vivo para salas de cinema de todo o mundo, via Fathom Events. 

## Elenco
- Ramin Karimloo como O Fantasma
- Sierra Boggess como Christine Daaé
- Hadley Fraser como Raoul, Visconde de Chagny
- Wendy Ferguson como Carlotta Giudicelli
- Liz Robertson como Madame.
- Daisy Maywood como Meg.
- Barry James como Monsieur Richard Firmin
- Gareth Snook como Monsieur Gilles André
- Wynne Evans como Ubaldo Piangi
- Nick Holder como Joseph Buquet
- Earl Carpenter como Leiloeiro